# Лесное кладбище (Ляски)
Лесное кладбище (пол. Cmentarz leśny) — кладбище, расположенное в селе Ляски, Западно-Варшавский повят, Мазовецкое воеводство, Польша. Кладбище находится на земельном участке, принадлежащем Центру для слепых детей, который находится по адресу ул. Бжозова, 75.
Некрополь располагается в сосновом лесу, входящего в Кампиносскую пущу. Кладбище было основано в 1929 году одновременно с организацией заведения для незрячих. Первоначально на кладбище хоронились деятели, связанные с Обществом попечения о слепых и монахини из Конгрегации сестёр-францисканок – служительниц Креста, которые служили при заведении. В довоенное время здесь также хоронили представителей варшавской католической интеллигенции, связанных с местной католической общиной.
В послевоенное время на кладбище стали производиться захоронения варшавской творческой интеллигенции, деятели польской литературы и науки.
Площадь некрополя составляет около 1 гектара. На кладбище находятся около 900 захоронений.